# Bernard Peacock
Bernard (Bernie) Peacock est un clarinettiste et saxophoniste alto américain. 

## Biographie
Il est né le 2 juin 1921 à Columbia dans le Tennessee.
Sa carrière professionnelle commence en 1938. Il appartient à l'époque à diverses formations de Detroit et de Chicago avant de figurer dans l'orchestre du chanteur Jimmy Raschel dont font également partie Wardell Gray et Howard McGhee (1942). 
Après son service militaire (1942-1945), il passe successivement dans les formations de Don Redman (1945), Lucky Millinder (1946), Jimmie Lunceford, Lionel Hampton, Cab Calloway (1947), Count Basie (1948). Il connaît brièvement une certaine notoriété dans les années 1950 grâce au rhythm and blues. Cette courte période de succès lui donne accès aux studios d'enregistrement pour des séances sous son nom et en accompagnement de vedettes du genre de Bull Moose Jackson et Ruth Brown. Sa carrière est brusquement interrompue à la suite d'un accident de la route.
L'esprit de Peacock est un style de saxophone très expressif, au son rugueux et au débit chaotique un peu à la manière d'Earl Bostic.

## Disque
- Charmaine (1952)